# Турцхі
Турцхі (груз. ტურცხი, вірм. Տուրցխ) — село в Ахалкалакському муніципалітеті мгаре Самцхе-Джавахеті, Грузія.

## Географія
Турцхі розташоване на Ахалкалакському плато Джавахетсько-Вірменського нагір'я, на правому березі річки Парвані, притоки річки Кура, у 18 км. від міста Ахалкалакі.

## Історія
У 1829-1830 роках вірмени з Ерзерумського вілайта переселилися в околицю Ахалкалакі та заснували село Турцхі.

## Населення
Населення села згідно перепису 2014 року — 759 осіб.
| 2002    | 2014  |
| ------- | ----- |
| → 1 407 | ↘ 759 |

Більшість мешканців села належать до вірмен-католиків ґбо-франгів, які є двомовними, володіють як ерзурумським діалектом вірменської мови так і турецькою мовою У селі проживають також грузини-католики. 
У селі діє католицька церква, яка була побудована в 1895 році і не закривалася навіть за радянських часів.